# Fritz Sonderland
Fritz Sonderland  (* 20. September 1836 in Düsseldorf; † 13. Juni 1896 ebenda) war ein deutscher Maler und Grafiker der Düsseldorfer Schule.

## Leben

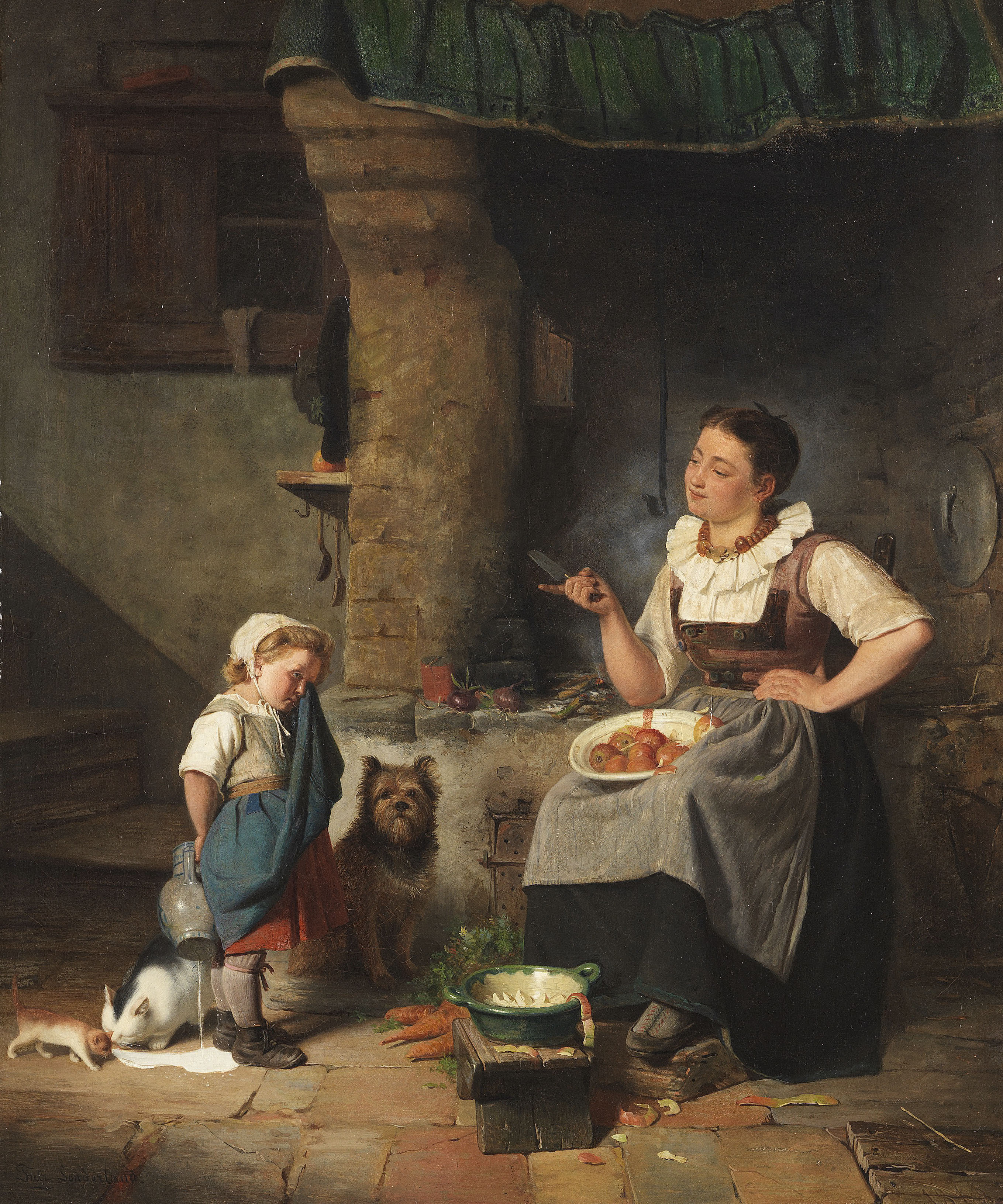
Das kleine Malheur, 1868

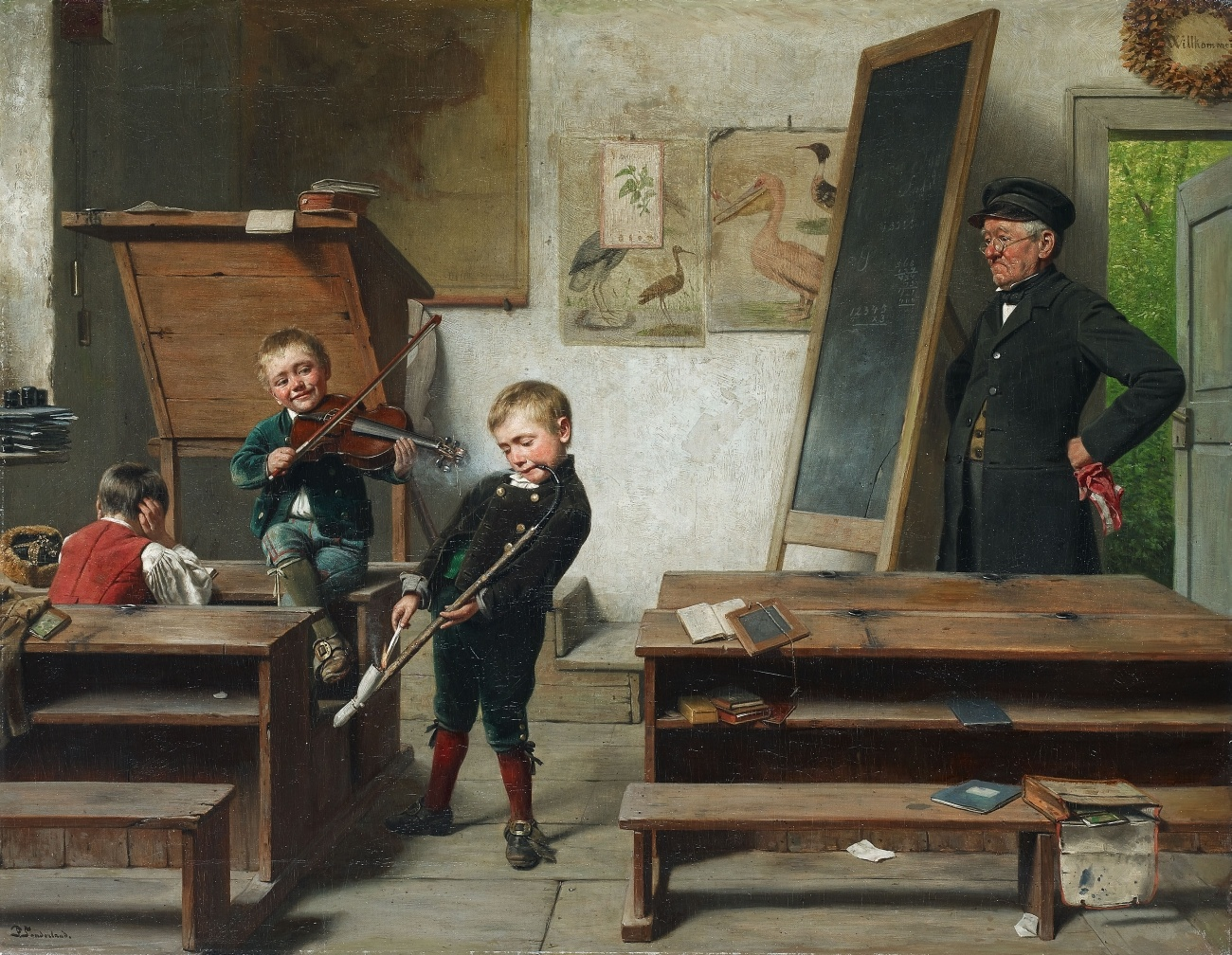
Fröhliches Nachsitzen, 1894

Der Sohn des bekannten Düsseldorfer Malers, Radierers, Illustrators und Lithografen Johann Baptist Sonderland begann zunächst eine Ingenieurausbildung. Ab 1853 bis 1861 folgte er seinem Vater und studierte er an der Düsseldorfer Kunstakademie, wo er sich mit den Genremalern Hubert Salentin, Friedrich Hiddemann und Ernst Bosch anfreundete. Seine Lehrer waren Josef Wintergerst in der Elementarklasse, Theodor Hildebrandt in der Vorbereitungsklasse und ab 1858 Karl Ferdinand Sohn und Eduard Bendemann in der Kompositions- bzw. Meisterklasse. Hinzu kamen Karl Mosler (Kunstgeschichte), Heinrich Mücke (Anatomie und Proportionslehre) sowie Rudolf Wiegmann (Bauschule).
In Hiddemanns Atelier bildete er sich schließlich weiter zum Maler anekdotischer Genrebilder aus. Er unternahm Reisen an Rhein und Mosel, durch Westfalen, in den Schwarzwald und in die Schwalm. Seine meist ironisch-humoristischen Kompositionen wurden außerordentlich populär und zeigen in ihrer Gestaltung deutliche Bezüge zu den Werken Hiddemanns und Benjamin Vautiers. Ab Anfang der 1860er Jahre war er mit seinen Arbeiten in Ausstellungen in Düsseldorf, Berlin, München (Diplom 1876) und vielen weiteren deutschen Städten vertreten, aber auch in Wien, Glasgow, London (Medaille 1874), und Chicago (Kunstausstellung der Weltausstellung 1893). Durch Reproduktionen in den weit verbreiteten Unterhaltungsblättern der Zeit – u. a. „Daheim“, „Die Gartenlaube“, „Der Salon“, „Illustrirte Zeitung“ oder „Über Land und Meer“ – erreichte er einen großen Bekanntheitsgrad. Zu Lebzeiten zwar nicht so bekannt wie sein Vater, genießen seine Gemälde dennoch bis heute eine bleibende Beliebtheit bei Auktionshäusern.
Sonderland war zeitlebens in Düsseldorf ansässig und tätig und gehörte dem Künstlerverein Malkasten (KVM) sowie der akademischen Künstlervereinigung „Orient“ an.

## Werke (Auswahl)
- Düsseldorf, Künstlerverein Malkasten: „Figurenguppe“, Zeichnung zum Gemälde „Die Siegesdepesche“; „Mann“, Zeichnung zum Gemälde „Eine Zeitfrage“; „Stehender Junge mit Mütze“ (Bleistiftzeichnung).
- Frankfurt am Main, Museum für Kommunikation Frankfurt: „Der alte Briefträger“ (Zuschreibung).
- Riga, Lettisches Nationales Kunstmuseum: „Die beiden Übeltäter“; „Auf dem Weg zur Schule“.